# Diospilus ussuriensis
Diospilus ussuriensis är en stekelart som beskrevs av Sergey A. Belokobylskij 1990. Diospilus ussuriensis ingår i släktet Diospilus och familjen bracksteklar. Inga underarter finns listade i Catalogue of Life.